# Magdalena Hofdemel
Maria Magdalena Hofdemel, geborene Pokorný (geb. 1766 in Brünn), war eine böhmische Pianistin und Violinistin sowie Klavierschülerin von Wolfgang Amadeus Mozart. Bekannt wurde sie durch die Spekulation des Autors Francis Carr, dass sie in den Tod Mozarts verwickelt gewesen sei.

## Leben
Magdalenas Vater Gotthard Pokorný (1733–1802) war ab 1760 Kapellmeister an der Brünner Peterskirche und sorgte für die musikalische Ausbildung seiner Tochter, die mit ihm in Duetten auftrat. Sie heiratete den österreichischen Juristen und Hofkanzlisten Franz Hofdemel (ca. 1755–1791) und zog mit ihm nach Wien. Dort wurde 1790 die Tochter Theresia geboren. Bald darauf wurde sie Klavierschülerin Mozarts. Magdalenas Mann, Freimaurer wie Mozart und dessen Gläubiger, vermutete offensichtlich eine Liebesbeziehung zwischen ihr und Mozart, zumal dem verheirateten Mozart eine Reihe von Affären nachgesagt wurden und etwa der Musikverleger Vincent Novello überzeugt war, dass Mozart nur solchen Damen Unterricht erteilt habe, in die er auch verliebt gewesen sei. Dass Magdalena 1791 erneut schwanger wurde, mag die Eifersucht Franz’ verstärkt haben. Mozart verstarb überraschend am 5. Dezember 1791, als Todesursache wurde „hitziges Frieselfieber“ festgestellt, d. h. Fieber begleitet von Schweißausbrüchen und leichtem Hautausschlag. Kurz danach kam es im Haus der Hofdemels in der Grünangergasse 10 zur Tragödie: Franz Hofdemel verunstaltete seine Frau, die man am darauffolgenden Morgen bewusstlos in einer Blutlache fand, mit einem Rasiermesser an Hals und an den Armen und erstach sich dann im Nebenzimmer. Die Angelegenheit sorgte monatelang für Skandalschlagzeilen in der österreichischen Presse. Carr vermutet zudem, dass Franz Hofdemel Mozart aus Eifersucht vergiftet habe, zumal auch Mozart selbst gegenüber seiner Frau Constanze die Befürchtung geäußert haben soll, dass man ihn vergiften wolle. Carr sieht in der eiligen Beerdigung Mozarts einen Hinweis darauf, dass man eine Obduktion vermeiden wollte, die eine Vergiftung nachgewiesen hätte.
Die verwitwete Magdalena erhielt im März 1792 eine staatliche Zahlung und zog in ihre alte Heimat Brünn zurück, wo am 10. Mai ihr Sohn Johann Alexander Franz geboren wurde. Durch die Vermittlung der Eltern Carl Czernys hatte sie Gelegenheit, bei einem Wien-Besuch den jungen Ludwig van Beethoven spielen zu hören, dessen Fähigkeiten sie noch höher als die von Mozart bewertet habe. Über Magdalenas weiteren Werdegang und ihren Todeszeitpunkt ist nichts bekannt.